# إقليم الشاون
إقليم الشاون إقليم مغربي يقع في جهة طنجة تطوان الحسيمة المعروفة باسم شفشاون والملقبة بالجوهرة الزرقاء.

## سوق الشاون
سوق الشاون يتكون من عدة أزقة، والتسويق يتم يومين في الاسبوع.